# Said van Egypte
Mohammed Said Pasja (Arabisch: محمد سعيد باشا)  (Caïro, 17 maart 1822 – Alexandrië, 17 januari 1863) was wāli van Egypte.
Said Pasja was een zoon van Mohammed Ali Pasja, de stichter van het moderne Egypte. Toen zijn oom Abbas I Hilni op 13 juli 1854 werd vermoord, volgde hij hem op als erfelijk gouverneur van Egypte namens de sultan van het Osmaanse Rijk.
Al direct na zijn ambtsaanvaarding moest hij beslissen over het plan van de Franse diplomaat Ferdinand de Lesseps om een kanaal te graven van de Middellandse Zee naar de Rode Zee. Hij verleende een concessie voor het kanaal, waarvan hij de voltooiing niet meer zou beleven. Ten behoeve van dit project stichtte Said in 1859 de havenstad Port Said.
Hij trouwde twee keer. Eerste vrouw: angie Hanem Zoon uit de eerste vrouw: Ahmed sherif Basha Tweede vrouw: malek ber Hanem Zonen van de tweede vrouw: Mohamed Toson Basha, Mahmoud Basha
Er is nu een lid van zijn familielijn is Prince Mohammed Farouk Sharif is de oudste kleinzoon van Ahmed Sherif Basha zoon van Mohamed Said Pasha en woont nu in Alexandria